# Stefano Beltrame (calciatore)
Stefano Beltrame (Biella, 8 febbraio 1993) è un calciatore italiano, attaccante o centrocampista della Biellese.

## Caratteristiche tecniche
È un calciatore dotato di tecnica e velocità, nonché di un'innata intelligenza tattica, che eccelle nel puntare l'uomo. Emerso agli esordi come seconda punta, in seguito durante le stagioni trascorse nei Paesi Bassi è stato arretrato con successo a mezzala.

## Carriera

### Club

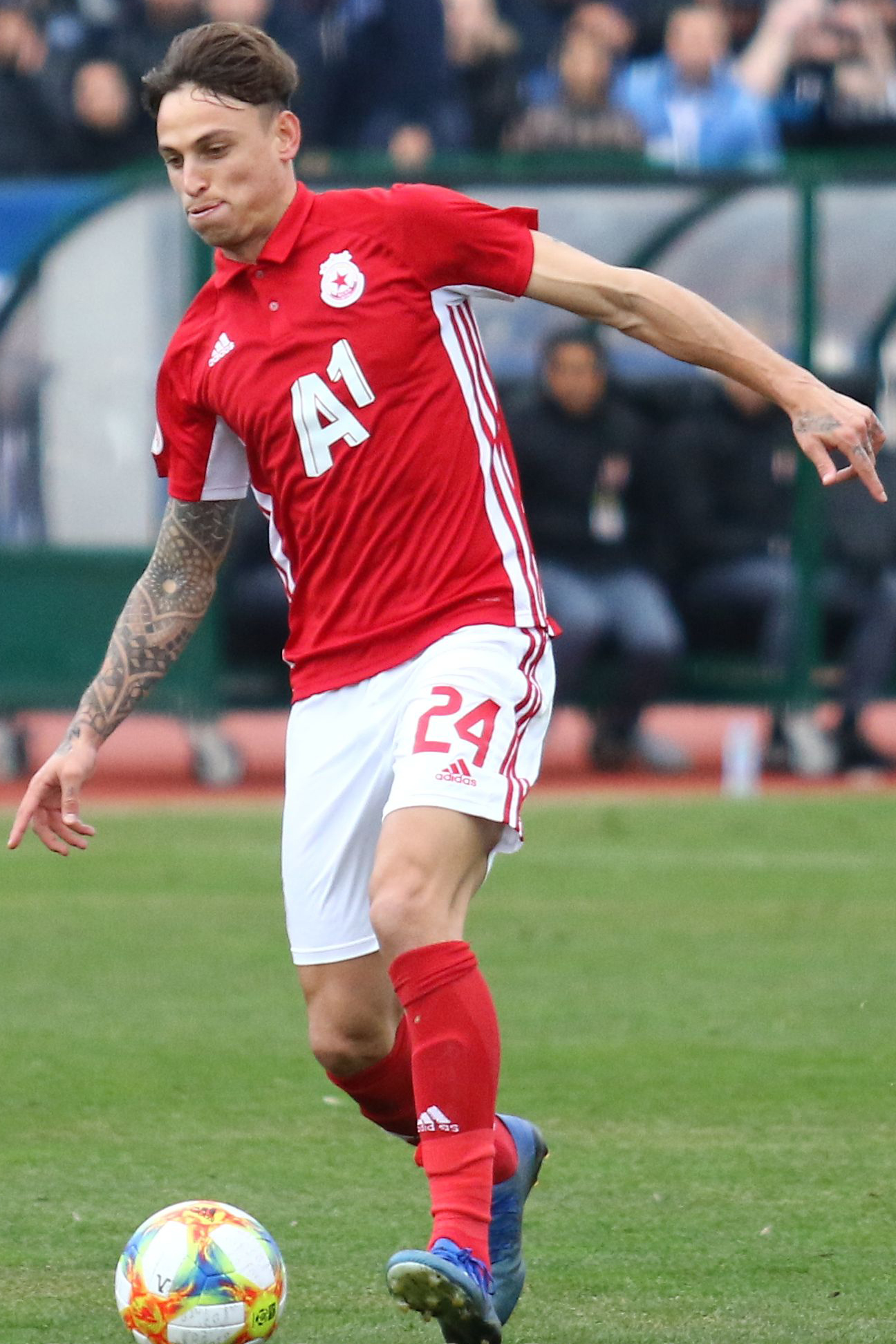
Beltrame in azione per il CSKA Sofia nel 2020

Cresciuto nelle giovanili del Novara, nel 2011 viene acquistato diciottenne dalla Juventus. Con i bianconeri gioca prevalentemente nella squadra Primavera di Marco Baroni, in un gruppo che vede talenti quali Mattiello, Rugani e Spinazzola, e con cui vince il Torneo di Viareggio 2012 (siglando un gol nella finale contro i pari età della Roma) e la Coppa Italia Primavera 2012-2013. Riesce comunque a esordire in prima squadra il 26 gennaio 2013, subentrando a Marchisio nei 10' finali della partita casalinga di Serie A pareggiata 1-1 contro il Genoa: una presenza che, al termine del campionato, gli permette di fregiarsi da comprimario della vittoria dello Scudetto.
L'annata successiva viene mandato in prestito al Bari, in Serie B, dove scende in campo in 24 occasioni segnando anche la sua prima rete da professionista, il 30 maggio 2014, fissando il punteggio sul 4-1 proprio contro la squadra in cui è cresciuto, il Novara; ciò nonostante, in una squadra «composta perlopiù da giocatori di grande esperienza, mi sono ritrovato in una situazione completamente differente rispetto al [...] calcio giovanile. Non ero pronto per la B. Il salto è dei più notevoli e, se non sei preparato mentalmente, ti fai male». Nel gennaio 2014 la Juventus lo cede in compartecipazione alla Sampdoria, nell'ambito di uno scambio che vede Fiorillo seguire la strada opposta.
Per la stagione seguente passa in prestito al Modena, ancora tra i cadetti, con cui colleziona 23 presenze andando tuttavia a segno solamente in Coppa Italia, in un'annata in cui è frenato per vari mesi dalla pubalgia. Scaduto il prestito fa rientro alla Juventus, che nel frattempo ha risolto la compartecipazione con la Sampdoria a proprio favore: nell'estate 2015 viene quindi ceduto in prestito alla Pro Vercelli, in Serie B. Questa esperienza si rivela tuttavia negativa, essenzialmente a causa dello scarso rapporto con il tecnico dei bianchi; sicché dopo poche presenze a Vercelli, nella sessione invernale di mercato passa sempre con la formula del prestito al Pordenone, in Lega Pro, dove con 6 presenze e 2 reti contribuisce al raggiungimento dei play-off, poi persi dai neroverdi in semifinale contro il Pisa.
Tornato alla Juventus a fine stagione, nell'estate 2016 viene ceduto ancora in prestito al Den Bosch, nella seconda serie olandese. Resta nei Paesi Bassi per il biennio seguente, sempre a titolo temporaneo, con il club torinese che per la stagione 2017-2018 lo dirotta al Go Ahead Eagles, e poi per la successiva nuovamente al Den Bosch. L'annata a 's-Hertogenbosch, in particolare, si rivela positiva, tant'è che nell'estate 2019 il club biancazzurro è inizialmente intenzionato a riscattare il giocatore: tuttavia un sopravvenuto cambio di proprietà porta a rivedere i piani di mercato della società, facendo saltare l'accordo.
Rientra quindi alla Juventus, che lo inserisce nei ranghi della seconda squadra militante in Serie C. In avvio di campionato deve fermarsi temporaneamente, a causa dell'insorgere di un'aritmia cardiaca che lo costringe a sottoporsi a un intervento correttivo; torna all'attività dopo circa un mese, e trova quello che rimane il suo unico gol juventino il 30 ottobre 2019, decidendo la trasferta di campionato contro la sua ex Pro Vercelli.
Dopo un semestre a Torino, nel gennaio 2020 viene ceduto a titolo definitivo ai bulgari del CSKA Sofia, in cui milita per un anno prima di rescindere il proprio contratto nel dicembre seguente.
Nel gennaio 2021, Beltrame si accasa da svincolato al Marítimo, nella Primeira Liga portoghese. Al termine della stagione 2022-2023, che vede la retrocessione della squadra isolana in Segunda Liga, l'attaccante lascia il club alla scadenza del proprio contratto, dopo aver segnato due gol in 45 partite.
Dopo alcuni mesi da svincolato, il 28 novembre 2023 Beltrame viene ingaggiato dal Persib, squadra della massima serie indonesiana, con cui al termine della stagione vince il titolo nazionale. Segue un breve intermezzo al Masfut, club della seconda divisione emiratina, prima di fare ritorno in Italia nell'estate 2025 accasandosi nella Biellese, squadra della sua città natale, militante in Serie D.

### Nazionale
Con la nazionale Under-19 ha preso parte a 5 gare di qualificazione al Mondiale Under-19 2011. Il 26 novembre 2014 ha segnato una rete con la maglia della B Italia.

## Statistiche

### Presenze e reti nei club
Statistiche aggiornate al 26 gennaio 2024.
| Stagione            | Squadra           | Campionato        | Campionato | Campionato | Coppe nazionali | Coppe nazionali | Coppe nazionali | Coppe continentali | Coppe continentali | Coppe continentali | Altre coppe | Altre coppe | Altre coppe | Totale | Totale |
| Stagione            | Squadra           | Comp              | Pres       | Reti       | Comp            | Pres            | Reti            | Comp               | Pres               | Reti               | Comp        | Pres        | Reti        | Pres   | Reti   |
| ------------------- | ----------------- | ----------------- | ---------- | ---------- | --------------- | --------------- | --------------- | ------------------ | ------------------ | ------------------ | ----------- | ----------- | ----------- | ------ | ------ |
| 2012-2013           | Juventus          | A                 | 1          | 0          | CI              | 0               | 0               | UCL                | 0                  | 0                  | SI          | 0           | 0           | 1      | 0      |
| 2013-2014           | Bari              | B                 | 23+1       | 1+0        | CI              | 0               | 0               | -                  | -                  | -                  | -           | -           | -           | 24     | 1      |
| 2014-2015           | Modena            | B                 | 20         | 0          | CI              | 3               | 1               | -                  | -                  | -                  | -           | -           | -           | 23     | 1      |
| 2015-gen. 2016      | Pro Vercelli      | B                 | 9          | 0          | CI              | 1               | 0               | -                  | -                  | -                  | -           | -           | -           | 10     | 0      |
| gen.-giu. 2016      | Pordenone         | LP                | 6+3        | 2+0        | CI+CI-LP        | 0               | 0               | -                  | -                  | -                  | -           | -           | -           | 9      | 2      |
| 2016-2017           | Den Bosch         | 1D                | 28         | 3          | CO              | 1               | 0               | -                  | -                  | -                  | -           | -           | -           | 29     | 3      |
| 2017-2018           | Go Ahead Eagles   | 1D                | 32         | 5          | CO              | 1               | 0               | -                  | -                  | -                  | -           | -           | -           | 33     | 5      |
| 2018-2019           | Den Bosch         | 1D                | 37+1       | 14+0       | CO              | 0               | 0               | -                  | -                  | -                  | -           | -           | -           | 38     | 14     |
| Totale Den Bosch    | Totale Den Bosch  | Totale Den Bosch  | 66         | 17         |                 | 1               | 0               |                    | -                  | -                  |             | -           | -           | 67     | 17     |
| 2019-gen. 2020      | Juventus U23      | C                 | 12         | 1          | CI              | 0               | 0               | -                  | -                  | -                  | -           | -           | -           | 12     | 1      |
| gen.-giu. 2020      | CSKA Sofia        | A-PFG             | 7          | 2          | CB              | 4               | 0               | UEL                | -                  | -                  | -           | -           | -           | 11     | 2      |
| set.-dic. 2020      | CSKA Sofia        | A-PFG             | 14         | 1          | CB              | 1               | 1               | UEL                | 5                  | 0                  | -           | -           | -           | 20     | 2      |
| Totale CSKA Sofia   | Totale CSKA Sofia | Totale CSKA Sofia | 21         | 3          |                 | 5               | 1               |                    | 5                  | 0                  |             | -           | -           | 31     | 4      |
| gen.-giu. 2021      | Marítimo          | PL                | 3          | 1          | CP+CdL          | -               | -               | -                  | -                  | -                  | -           | -           | -           | 3      | 1      |
| 2021-2022           | Marítimo          | PL                | 20         | 1          | CP+CdL          | 1+0             | 0               | -                  | -                  | -                  | -           | -           | -           | 21     | 1      |
| 2022-2023           | Marítimo          | PL                | 20         | 0          | CP+CdL          | 1+0             | 0               | -                  | -                  | -                  | -           | -           | -           | 21     | 0      |
| Totale Maritimo     | Totale Maritimo   | Totale Maritimo   | 43         | 2          |                 | 2               | 0               |                    | 0                  | 0                  |             | -           | -           | 45     | 2      |
| dic. 2023-mag. 2024 | Persib            | ISL               | 12+4       | 4+0        | CI              | 0               | 0               | -                  | -                  | -                  | -           | -           | -           | 16     | 4      |
| feb.-mag. 2025      | Masfut            | UAE Div. 1        | 1          | 0          | CP UAE          | 0               | 0               | -                  | -                  | -                  | -           | -           | -           | 1      | 0      |
| Totale carriera     | Totale carriera   | Totale carriera   | 246        | 36         |                 | 13              | 2               |                    | 4                  | 0                  |             | -           | -           | 263    | 38     |

## Palmarès

### Club

#### Competizioni giovanili
- Torneo di Viareggio: 1

Juventus: 2012
- Coppa Italia Primavera: 1

Juventus: 2012-2013

#### Competizioni nazionali
- Campionato italiano: 1

Juventus: 2012-2013
- Campionato indonesiano: 1

Persib: 2023-2024